# Fadogia leucophloea
Fadogia leucophloea là một loài thực vật có hoa trong họ Thiến thảo. Loài này được Schweinf. ex Hiern mô tả khoa học đầu tiên năm 1877.